# Dietrich H. Boesken
Dietrich H. Boesken (* 25. Mai 1927 in Liegnitz, Schlesien; † 8. November 2020) war ein deutscher Industriemanager.

## Leben
Nach seinem Studium arbeitete Boesken zunächst als Konstruktionsingenieur in der Pkw-Entwicklung bei der Auto Union GmbH, Ingolstadt. Weitere Stationen führten ihn zur Aral AG/Raab Karcher GmbH, München und Regensburg sowie Thyssen Henschel in Kassel.
Dietrich H. Boesken trat im Jahr 1977 als Generaldirektor und Vorsitzender der Geschäftsführung in die Alusingen GmbH ein. Von 1988 bis 1993 war er Vorsitzender der Geschäftsführung der Alusuisse Lonza GmbH, Konstanz und Singen sowie Holding-Chef der deutschen Alusuisse Lonza-Gruppe. Ab 1994 war er geschäftsführender Gesellschafter der Boesken GmbH, Singen. 
Von 1981 bis 2001 stand Dietrich H. Boesken als Präsident an der Spitze der Industrie- und Handelskammer Hochrhein-Bodensee, im November 2001 wurde er zu deren Ehrenpräsident gewählt.
Boesken war in zahlreichen Verbänden aktiv und hatte verschiedene Aufsichtsratsmandate inne, darunter  der Allgemeine Kreditversicherung AG.
Dietrich H. Boesken war verheiratet und hat einen Sohn. In Singen wohnte er seit 1977.

## Wirken
Boesken setzte sich maßgeblich für die Universität Konstanz ein, deren Ehrensenator er wurde. Er war von 1996 bis 2004 Präsident der Universitätsgesellschaft, seit 2005 Ehrenpräsident. Er ist Träger der Kurt Lion-Medaille der Universität Konstanz und Namensgeber des Dietrich H. Boesken-Preises der Universität Konstanz.
1987 wurde ihm der Verdienstorden der Bundesrepublik Deutschland (Verdienstkreuz 1. Klasse), 1992 das Große Verdienstkreuz und 2001 das Große Verdienstkreuz mit Stern des Verdienstordens der Bundesrepublik Deutschland verliehen. Im Jahr 2000 erhielt er die Wirtschaftsmedaille des Landes Baden-Württemberg. 2002 wurde er Ehrenbürger der Stadt Singen am Hohentwiel. Er ist Träger des Ehrenringes des Landkreises Konstanz.
Er war zudem Ehrenpräsident des Gesamtverbandes der Aluminium-Industrie in Düsseldorf.